# George Walker Crawford

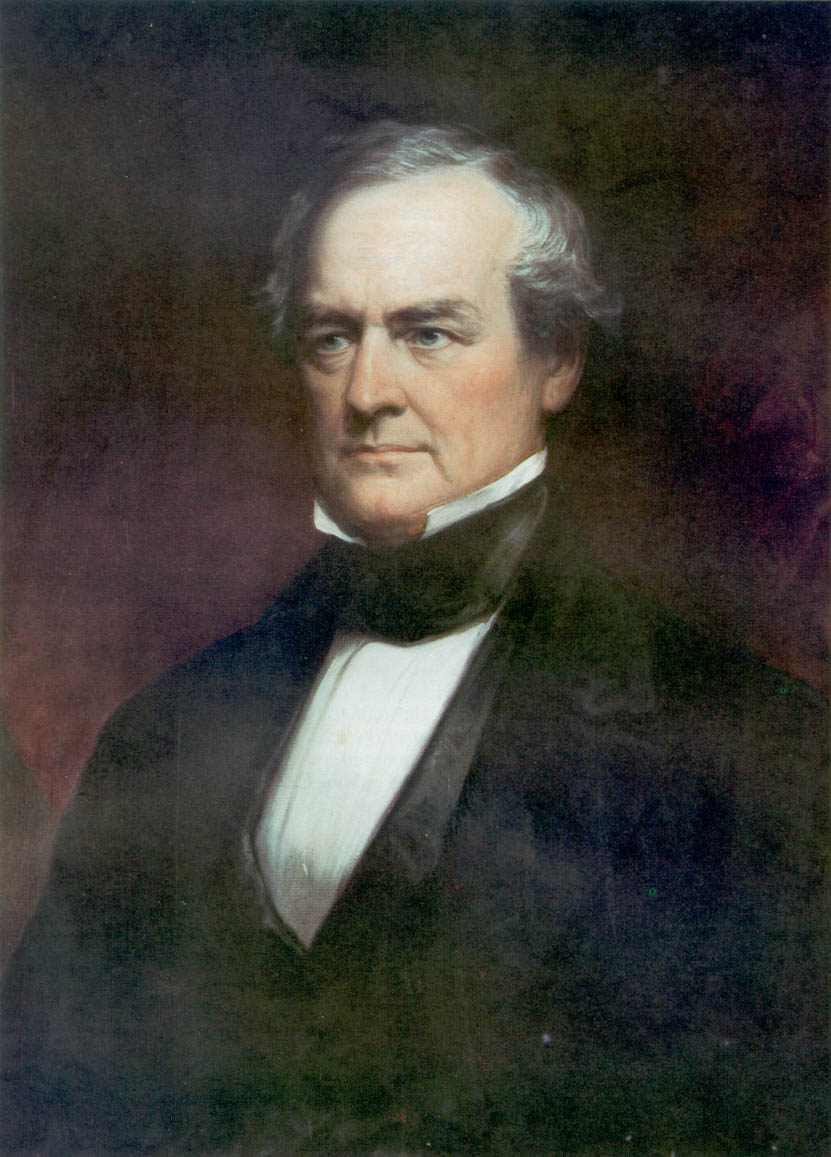
George Walker Crawford

George Walker Crawford (* 22. Dezember 1798 im Columbia County, Georgia; † 27. Juli 1872 in Augusta, Georgia) war ein US-amerikanischer Politiker während des 19. Jahrhunderts. Er amtierte als Gouverneur von Georgia zwischen 1843 und 1847 sowie als US-Kriegsminister zwischen 1849 und 1850. Er war ein Cousin von William Harris Crawford.

## Erster Lebensabschnitt
Crawford war der vierte Sohn von Peter Crawford, Veteran des Unabhängigkeitskrieges, und Mary Ann Crawford. Er promovierte 1820 an der Princeton University und erlangte seinen Bachelor of Arts. Danach studierte er Jura und wurde 1822 als Anwalt zugelassen. Zu Beginn praktizierte er in Augusta mit Henry Harford Cumming. Er bekam einen Master of Arts von der University of Georgia und heiratete 1826 Mary Ann Macintosh. Sie bekamen vier Kinder: William, Sarah, Anna und Charles.

## Generalstaatsanwalt von Georgia
Georgias Gouverneur John Forsyth ernannte 1827 Crawford zum Generalstaatsanwalt (Attorney General) des Staates. Im darauffolgenden Jahr forderte Crawford den Parlamentsabgeordneten Thomas E. Burnside zu einem Duell heraus. Burnside hatte eine Folge von Anschuldigungen über Crawfords Vater veröffentlicht. Crawford erschoss Burnside und gewann so den Kampf. Dieses Ereignis beeinflusste seine Karriere jedoch nicht und Crawford übte sein Amt als Generalstaatsanwalt bis 1831 aus.

## Kongressmitglied
Crawford wurde 1837 in das Repräsentantenhaus von Georgia gewählt. Dort zeichnete er sich als ein steuerlich Konservativer aus. Danach zog er als Whig in das US-Repräsentantenhaus ein, um die Lücke zu füllen, die durch den Tod von Richard W. Habersham, der Georgias 5. Kongresswahlbezirk repräsentierte, entstanden war. Seine Amtszeit war kurz. Er diente nur vom 7. Januar bis 3. März 1843.

## Gouverneur von Georgia
Er war Gouverneur von Georgia, besiegte Mark Anthony Cooper und war der einzige Whig, der zum Gouverneur Georgias gewählt wurde. Als Gouverneur half er mit, die Western and Atlantic Railroad zu erweitern, entwarf eine neue Kongresslandkarte und begründete den Supreme Court of Georgia. Er konzentrierte sich auch auf den Abbau von Georgias Zentralbank und reformierte die staatliche Besserungsanstalt, um eine zweite wirtschaftliche Anstalt zu schaffen. 1845 wurde er für eine zweite Amtszeit wieder gewählt.

## Kriegsminister
Als General Zachary Taylor 1849 Präsident der Vereinigten Staaten wurde, berief er Crawford als Kriegsminister in sein Kabinett. Als Kriegsminister war er in die Beilegung eines Anspruches der Bundesregierung für die Familie Galphin, Nachkommen des indianischen Händlers George Galphin, verwickelt. Er bekam einen Großteil der Bezahlung für seine Dienste und trat später mit dem Rest von Taylors Kabinett 1850, als Millard Fillmore nach dem plötzlichen Tod von Taylor zum Präsidenten aufstieg, zurück.

## Georgias Abspaltungsvertrag und Tod
1861 wurde Crawford gewählt, um Richmond County bei Georgias Sezessionskonvent zu repräsentieren. Daraufhin wählten Delegierte Crawford als Vorsitzenden des Prozessverfahrens. Er beaufsichtigte die Sezessionwahl.
Crawford verstarb auf seinem Gut, ansässig in „Bel Air“, nahe Augusta, Georgia, am 27. Juli 1872. Er wurde auf dem Summerville Cemetery in Augusta begraben.